# Peștera din Dealul Cornului
Peștera din Dealul Cornului este o peșteră de mici dimensiuni dar foarte bogată în urme arheologice.

## Drum de acces
Peștera este situată în Munții Trascăului în apropierea cătunului Valea Poienii. Se poate ajunge din  Aiud, pe drumul ce duce la Ponor. Din  Brădești se coboară pe drumul ce duce la Vânătările Ponorului- Huda lui Papară și odată trecuți de casele din cătunul Valea Poienii se urcă în stânga pe Dealul Cornilor. Locul e împădurit și ascunde foarte bine intrarea în peștera ce se află la 20 m sub vârful dealului. 

## Istoric
Peștera a fost locuită din preistorie. Au fost descoperite urme de cultură din epoca bronzului și fierului.
A fost  explorată și cartată de Viorel Roru Ludușan în 1982 după informațile luate de la localnici.

## Descriere
Este o peșteră fosila cu o intrare în formă de arcadă cu baza de 5 m și înalțimea de 2 m. Se pătrunde direct într-o sală de 8 pe 8 m, cu podeaua orizontală, locuință propice pentru omul primitiv. Încă de aici apar scurgeri parietale și câteva stalactită ciuntite. Sala se continuă cu o galerie relativ largă, 2-3 m, pe direcția generală N-S. Apar formațiuni de monthmilk  și draperi. Podeaua este acoperită de câteva gururi, uscate. Galeria se mai lărgește într-o sală cu podeaua ușor înclinatâ dar spartă de câteva săpături arheologice. În continuare galeria se îngustează devenind după cațiva metri impenetrabilă. Pe partea opusa dealului, la poalele lui se află Vânătările Ponorului

## Condiții de vizitare
Peștera este dificil de găsit. Nu există potecă de apropiere. Se poate găsi mai ușor când pădurea e desfrunzită și poate fi reperată o stancă înierbată la 20 m sub vârful dealului. Sunt necesare surse de iluminat.

## Biologie
Nu au fost făcute decât observații preliminare. Au fost observate exemplare de lilieci și paianjeni.